# Ida-Virumaa
Ida-Virumaa (észtül: Ida-Viru maakond) vagy Ida-Viru megye Észtország 15 megyéjéből a második legnépesebb. Az ország északkeleti részén fekszik, délnyugatról Jõgevamaa, nyugatról pedig Lääne-Virumaa megyék határolják. Északon a Finn-öböl mossa partjait.

## Történelme
Észtország szovjet megszállása után a megyét Kohtla-Järve kerületnek hívták, a megye székhelye Kohtla-Järve volt. A megyében fekszik Narva városa is, ami az Orosz Birodalom idején a cári hadiflotta központja volt.

## A megye közigazgatása
A megye területét 5 város és 15 község alkotja.
Városok:
- Kiviõli
- Kohtla-Järve
- Narva
- Narva-Jõesuu
- Sillamäe

Községek:
- Alajõe
- Aseri
- Avinurme
- Iisaku
- Illuka
- Jõhvi
- Kohtla
- Kohtla-Nõmme
- Lohusuu
- Lüganuse
- Mäetaguse
- Sonda
- Toila
- Tudulinna
- Vaivara

## Népesség
A település népessége az elmúlt években az alábbi módon változott:
| Lakosok száma | 149 483 | 147 597 | 146 506 | 143 880 | 138 266 | 136 240 | 134 259 | 131 913 | 133 358 |
|               | 2014    | 2015    | 2016    | 2017    | 2018    | 2019    | 2020    | 2021    | 2023    |

## Olajpala
A megyében nagy mennyiségben található olajpala, mely a legfőbb bányászati kincse Észtországnak. Az olajpalát felhasználják hőerőművekben, illetve a vegyiparban.

## Külső hivatkozások
- Ida-Virumaa honlapja
- Ida-Viru megye hivatalos honlapja Archiválva 2005. május 4-i dátummal a Wayback Machine-ben